# Blanca (revista de Bruguera)
Blanca fue una revista femenina publicada por la editorial española Bruguera entre 1960 y 1963, alcanzando los 92 números.

## Contexto y trayectoria
"Blanca" surgió dos años después de la exitosa "Sissi", de la que en gran medida puede considerarse una réplica. Como ella, presentaba un contenido heterógeneo, que incluía reportajes cinematográficos y musicales, además de las siguientes secciones:
| Año  | Números | Título                     | Autoría                      | Tipo                    |
| ---- | ------- | -------------------------- | ---------------------------- | ----------------------- |
| 1960 |         | Cintia                     | Alicia Romero/Trini Tinturé  |                         |
| 1960 |         | Nuestro rincón             |                              | Correo con las lectoras |
| 1960 |         | La historia de May Dunning | Alberto Cuevas/Purita Campos |                         |
| 1960 |         | Piluca, niña moderna       | Segura                       | Historieta cómica       |
|      |         | Consultorio grafológico    |                              |                         |